# Кэри, Кейт
Кейт Кэри (англ. Kate Cary; род. 4 ноября 1967, Бирмингем, Англия, Великобритания) — английская писательница, одна из авторов серии книг «Коты-Воители» (вместе с Тай Сазерленд, Викторией Холмс и Черит Болдри под общим псевдонимом Эрин Хантер). Родилась в Англии, долгое время жила в Шотландии. Помимо книг о котах-воителях, Кейт написала две книги о вампирах, под общим названием «Bloodline» («Родословная»). В отличие от «Котов-Воителей», эти книги труднодоступны.

## Биография
Кейт Кэри родилась 4 ноября 1967 года недалеко от Бирмингема, Англия.
Свою первую книгу Кейт написала в возрасте 4 лет.

### Образование
Она училась в средней школе для девочек Короля Эдуарда VI в Бирмингеме, позже училась в Королевском колледже при Лондонском университете, где в 1989 получила бакалавра искусств и магистра в 1992.

### Переезд
Затем на 12 лет уехала жить в Шотландию, в леса, где и начала писать. В 1997 году у неё родился сын по имени Джош.

### Карьера писательницы
В 2004 году она вернулась в Англию и сейчас живёт в городе на севере.

#### Коты-Воители
Работу над серией «Коты-Воители» она начала после того, как отправила несколько своих работ в компанию Working Partners. Она утверждает, что любит кошек с 6 лет. Там посчитали, что она может работать над готовящимся проектом о кошках, далее отправили её работы редактору этого проекта Виктории Холмс, и Виктории очень понравились книги Кейт, так что она пригласила её писать «Котов-Воителей», и та написала первые две книги («Стань диким!» и «Огонь и лёд»). Потом к ним присоединилась Черит Болдри, и они стали работать вместе, чтобы управиться с серией.

#### Родословная
Сама серия «Родословная» представляет собой неофициальное продолжение романа «Дракула» и эпистолярный роман, действие которого происходит во время Первой мировой войны.
Первая книга называется «Родословная» (Также как и название серии) и была выпущена в 2005 году. А в 2007 Кейт написала продолжение «Расплата».

## BlogClan
Кейт Кэри создала неофициальный сайт по серии «Коты-Воители» под названием BlogClan. Она регулярно публикует сообщения на сайте, где она известна под псевдонимом «Cakestar».

## Работы

### Серия «Коты-Воители»
| Книга           | Цикл              | Дата            |
| --------------- | ----------------- | --------------- |
| Стань диким!    | Воители           | 21 января 2003  |
| Огонь и лёд     | Воители           | 1 июня 2003     |
| Бушующая стихия | Воители           | 6 января 2004   |
| Рассвет         | Новое пророчество | 25 декабря 2005 |
| Знак Трёх       | Сила трёх         | 24 апреля 2007  |
| Тёмная река     | Сила трёх         | 26 декабря 2007 |
| Затмение        | Сила трёх         | 2 сентября 2008 |
| Голоса в ночи   | Знамение звёзд    | 23 ноября 2010  |
| Долгое эхо      | Знамение звёзд    | 24 августа 2011 |
| Главная надежда | Знамение звёзд    | 3 апреля 2012   |
| Первая битва    | Начало Племен     | 8 апреля 2014   |
| Время выбора    | Начало Племен     | 7 апреля 2015   |
| Звёздная тропа  | Начало Племен     | 1 сентября 2015 |

#### Специальные издания
| Книга                    | Дата           |
| ------------------------ | -------------- |
| Обещание Метеора         | 21 января 2003 |
| Пророчество Синей Звезды | 28 июля 2009   |
| Месть Звёздного Луча     | 2 июля 2013    |
| Сны и Видения Бабочки    | 3 ноября 2015  |

### Серия «Странники»
| Книга                 | Дата |
| --------------------- | ---- |
| Река забытых медведей | 2013 |

### Серия «Родословная»
| Книга       | Дата |
| ----------- | ---- |
| Родословная | 2005 |
| Расплата    | 2007 |